# Snowboard ai XXI Giochi olimpici invernali - Snowboard cross maschile
La gara si è disputata il 15 febbraio 2010 presso il Cypress Mountain, a West Vancouver.

## Risultati

### Qualificazioni
Gli atleti eliminati al turno di qualificazione sono:
- Konstantin Schad
- Lluís Marin Tarroch
- Jordi Font

### Ottavi di finale
I 32 atleti qualificati sono agli ottavi di finale e verranno divisi in 8 batterie di 4 atleti, da cui usciranno i 16 concorrenti ai quarti.

#### Batteria 1
| Piazzamento | Atleta       | Nazione     | Risultato   |
| 1           | Seth Wescott | Stati Uniti | Qualificato |
| 2           | Fabio Caduff | Svizzera    | Qualificato |
| 3           | Alex Pullin  | Australia   | Eliminato   |
| 4           | David Bakeš  | Rep. Ceca   | Eliminato   |

#### Batteria 2
| Piazzamento | Atleta             | Nazione     | Risultato   |
| 1           | Nate Holland       | Stati Uniti | Qualificato |
| 2           | Damon Hayler       | Australia   | Qualificato |
| 3           | Joachim Havikhagen | Norvegia    | Eliminato   |
| 4           | Stian Sivertzen    | Norvegia    | Eliminato   |

#### Batteria 3
| Piazzamento | Atleta          | Nazione | Risultato   |
| 1           | Lukas Gruener   | Austria | Qualificato |
| 2           | Mario Fuchs     | Austria | Qualificato |
| 3           | Markus Schairer | Austria | Eliminato   |
| 4           | Mateusz Ligocki | Polonia | Eliminato   |

#### Batteria 4
| Piazzamento | Atleta           | Nazione   | Risultato   |
| 1           | Andrej Boldikov  | Russia    | Qualificato |
| 2           | Michal Novotný   | Rep. Ceca | Qualificato |
| 3           | Alberto Schiavon | Italia    | Eliminato   |
| 4           | Xavier de Le Rue | Francia   | Eliminato   |

#### Batteria 5
| Piazzamento | Atleta         | Nazione | Risultato   |
| 1           | Mark Robertson | Canada  | Qualificato |
| 2           | Tony Ramoin    | Francia | Qualificato |
| 3           | Simone Malusà  | Italia  | Eliminato   |
| 4           | Federico Raimo | Italia  | Eliminato   |

#### Batteria 6
| Piazzamento | Atleta          | Nazione  | Risultato   |
| 1           | Pierre Vaultier | Francia  | Qualificato |
| 2           | Drew Nelson     | Canada   | Qualificato |
| 3           | Maciej Jodko    | Polonia  | Eliminato   |
| 4           | Rok Rogelj      | Slovenia | Eliminato   |

#### Batteria 7
| Piazzamento | Atleta               | Nazione     | Risultato   |
| 1           | Robert Fagan         | Canada      | Qualificato |
| 2           | David Speiser        | Germania    | Qualificato |
| 3           | Paul-Henri de Le Rue | Francia     | Eliminato   |
| 4           | Nick Baumgartner     | Stati Uniti | Eliminato   |

#### Batteria 8
| Piazzamento | Atleta            | Nazione     | Risultato   |
| 1           | Francois Boivin   | Canada      | Qualificato |
| 2           | Stefano Pozzolini | Italia      | Qualificato |
| 3           | Graham Watanabe   | Stati Uniti | Eliminato   |
| 4           | Regino Hernández  | Spagna      | Eliminato   |

### Quarti di Finale
Ai quarti di finale partecipano i 16 atleti qualificati nel turno precedente. Si procederà in ugual modo, cosicché 8 atleti approdino in semifinale.

#### 1° Quarto di finale
| Piazzamento | Atleta       | Nazione     | Risultato   |
| 1           | Seth Wescott | Stati Uniti | Qualificato |
| 2           | Nate Holland | Stati Uniti | Qualificato |
| 3           | Fabio Caduff | Svizzera    | Eliminato   |
| 4           | Damon Hayler | Australia   | Eliminato   |

#### 2° Quarto di finale
| Piazzamento | Atleta          | Nazione   | Risultato   |
| 1           | Mario Fuchs     | Austria   | Qualificato |
| 2           | Lucas Gruener   | Austria   | Qualificato |
| 3           | Andrej Boldikov | Russia    | Eliminato   |
| 4           | Michal Novotný  | Rep. Ceca | Eliminato   |

#### 3° Quarto di finale
| Piazzamento | Atleta          | Nazione | Risultato   |
| 1           | Mike Robertson  | Canada  | Qualificato |
| 2           | Tony Ramoin     | Francia | Qualificato |
| 3           | Pierre Vaultier | Francia | Eliminato   |
| 4           | Drew Neilson    | Canada  | Eliminato   |

#### 4° Quarto di finale
| Piazzamento | Atleta            | Nazione  | Risultato   |
| 1           | Robert Fagan      | Canada   | Qualificato |
| 2           | David Speiser     | Germania | Qualificato |
| 3           | Stefano Pozzolini | Italia   | Eliminato   |
| 4           | Francois Bovin    | Canada   | Eliminato   |

### Semifinali
Le semifinali si svolgono in due batterie. I due atleti vincitori di ogni batteria si sfideranno in finale.

#### 1a Semifinale
| Piazzamento | Atleta        | Nazione     | Risultato   |
| 1           | Nate Holland  | Stati Uniti | Qualificato |
| 2           | Seth Wescott  | Stati Uniti | Qualificato |
| 3           | Lukas Gruener | Austria     | Eliminato   |
| 4           | Mario Fuchs   | Austria     | Eliminato   |

#### 2a Semifinale
| Piazzamento | Atleta         | Nazione  | Risultato   |
| 1           | Mike Robertson | Canada   | Qualificato |
| 2           | Tony Ramoin    | Francia  | Qualificato |
| 3           | Robert Fagan   | Canada   | Eliminato   |
| 4           | David Speiser  | Germania | Eliminato   |

### Finali
Le finali di questa gara sono 2: la prima, per assegnare 5º, 6º, 7º e 8º posto, chiamata "Small Final"; la seconda, per 1º, 2º, 3º e 4º posto, chiamata "Large Final".

#### Small Final
| Piazzamento | Atleta        | Nazione  |
| 5           | Robert Fagan  | Canada   |
| 6           | Lukas Gruener | Austria  |
| 7           | Mario Fuchs   | Austria  |
| 8           | David Speiser | Germania |

#### Large Final
| Piazzamento | Atleta         | Nazione     |
|             | Seth Wescott   | Stati Uniti |
|             | Mark Robertson | Canada      |
|             | Tony Ramoin    | Francia     |
| 4           | Nate Holland   | Stati Uniti |